# Horsens-Gedved Provsti
Horsens-Gedved Provsti var indtil 2007 et provsti i Århus Stift.  Provstiet lå i daværende Gedved Kommune og Horsens Kommune. I dag indgår sognene i Horsens Provsti
Horsens-Gedved Provsti bestod af flg. sogne:
- Endelave Sogn
- Gangsted Sogn
- Hansted Sogn
- Hatting Sogn
- Kattrup Sogn
- Klostersogn
- Lundum Sogn
- Nebel Sogn
- Sønderbro Sogn
- Søvind Sogn
- Tamdrup Sogn
- Tolstrup Sogn
- Torsted Sogn
- Tyrsted Sogn
- Uth Sogn
- Vedslet Sogn
- Vor Frelsers Sogn
- Vær Sogn
- Yding Sogn
- Ørridslev Sogn
- Østbirk Sogn